# Алацинайни-Иаламарина
Алацинайни-Иаламарина (малаг. Alatsinainy Ialamarina) — сельская коммуна (фр. Commune rurale) на острове Мадагаскар. Входит в округ Лалангина в районе Верхняя Мациатра в провинции Фианаранцуа. На 2001 год население составило около 18 000 человек. Основное население коммуны (более 94 %) — фермеры. Основной продукт выращивания в коммуне — рис. Также выращивают сладкий картофель и маниок.

## Села
В коммуну входят сёла (fokontany):
- Алацинайни (Alatsinainy)
- Амбалайву (Ambalaivo)
- Ампаци (Ampatsy)
- Анара (Anara)
- Андаубатубе (Andaobatobe)
- Андраламбу (Andralambo anivo)
- Андзамамбе (Anjamambe)
- Андзелахи-Манирисуа (Anjelahy Manirisoa)
- Бесихара (Besihara)
- Вухидалуна (Vohidalona)
- Манакарунгана (Manakarongana)
- Мананда (Mananda)
- Ранумена (Ranomena)
- Сахафиана (Sahafiana)
- Тудиана (Todiana)